# Halsbandarassari
De halsbandarassari (Pteroglossus torquatus) is een vogel uit de familie Ramphastidae (toekans).

## Verspreiding en leefgebied
Deze soort komt voor van Mexico tot Venezuela en telt drie ondersoorten:
- P. t. torquatus: van het oostelijke deel van Centraal-Mexico tot noordwestelijk Colombia.
- P. t. erythrozonus: zuidoostelijk Mexico, Belize en noordelijk Guatemala.
- P. t. nuchalis: noordoostelijk Colombia en noordelijk Venezuela.